# Класифікація корінних народів Америки

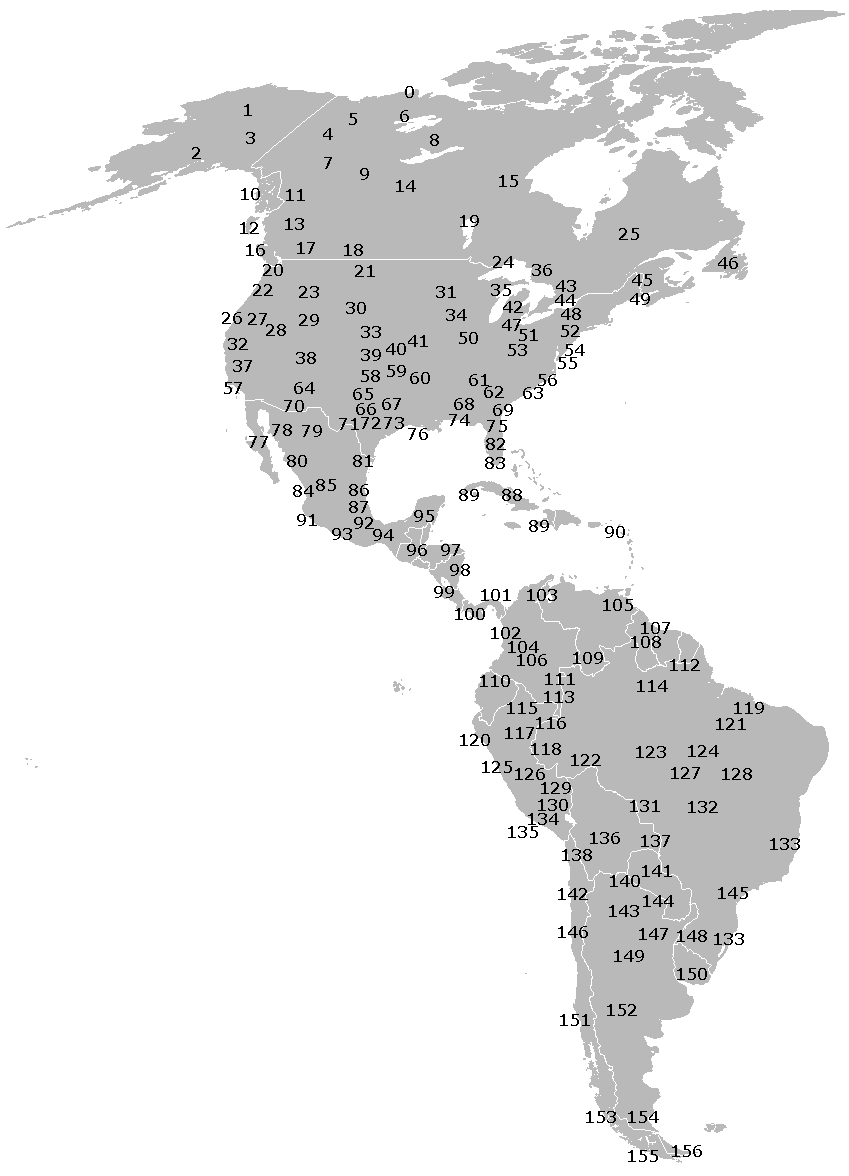
Розселення корінних народів Америки до контакту з європейцями (у період 1300—1535 рр.)

Класифікація корінних народів Америки на основі культурних регіонів та лінгвістичній спорідненості. Культурні регіони в цілому склалися до початку контактів з європейцями. При подальшому насильницькому переселенні корінних народів вони географічна класифікація зберігалася. Деякі народи та племена входять до складу декількох культурних регіонів.

## Північна Америка
Етнографи зазвичай виділяють десять культурних регіонів на північ від Мексики,.

### Арктика

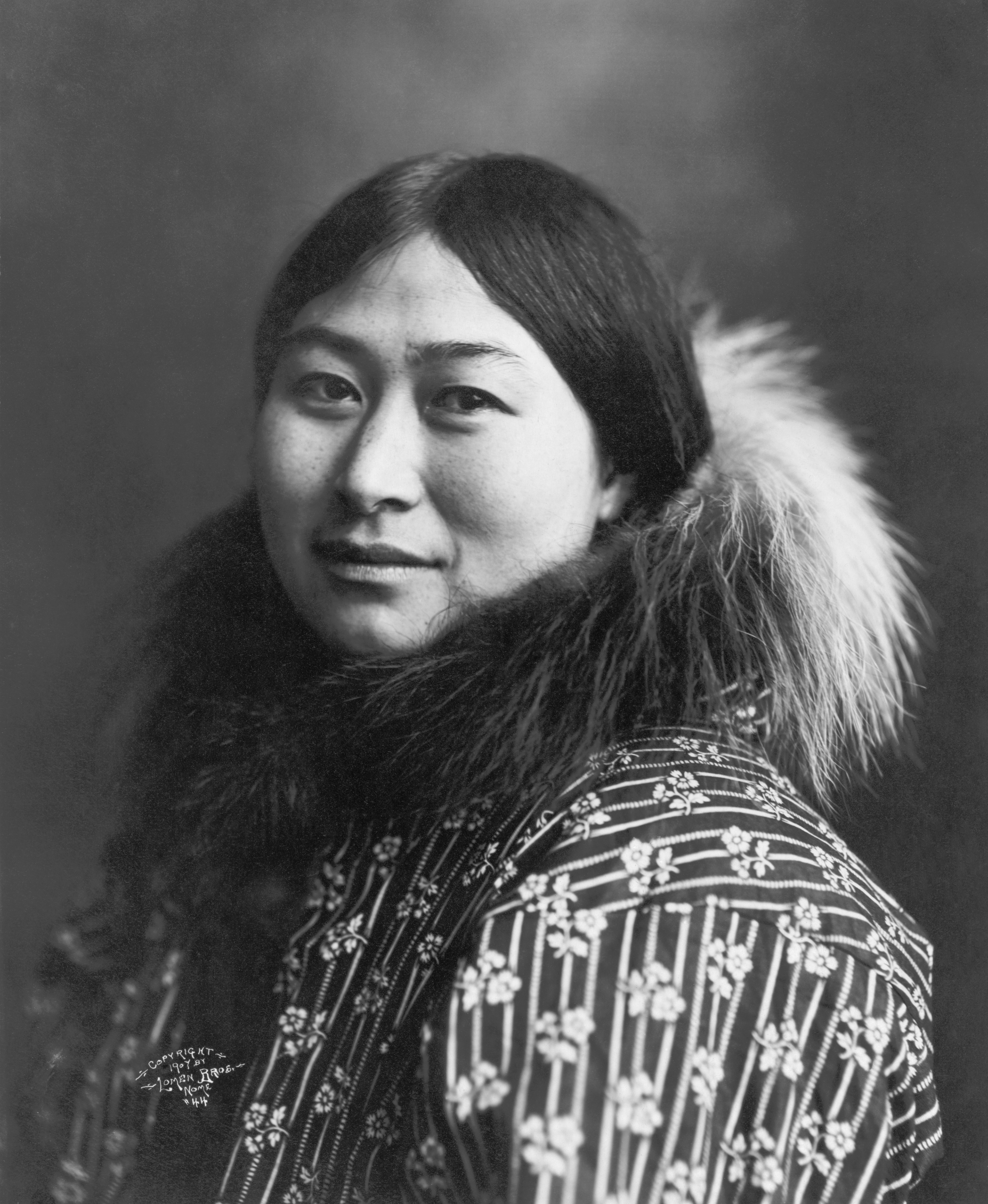
Жінка-інуїтка, 1907 рік

Палеоескімоси — прадавнє населення Арктики. Населяли арктичний регіон від Чукотки до Ґренландії до появи інуїтів, ескімосів та споріднених їм народів.
З архаїчного періоду американську Арктику починають заселяти ескімосько-алеутські народи: алеути, інуїти, юпіки.

### Субарктика

#### Алгонкінські народи та племена

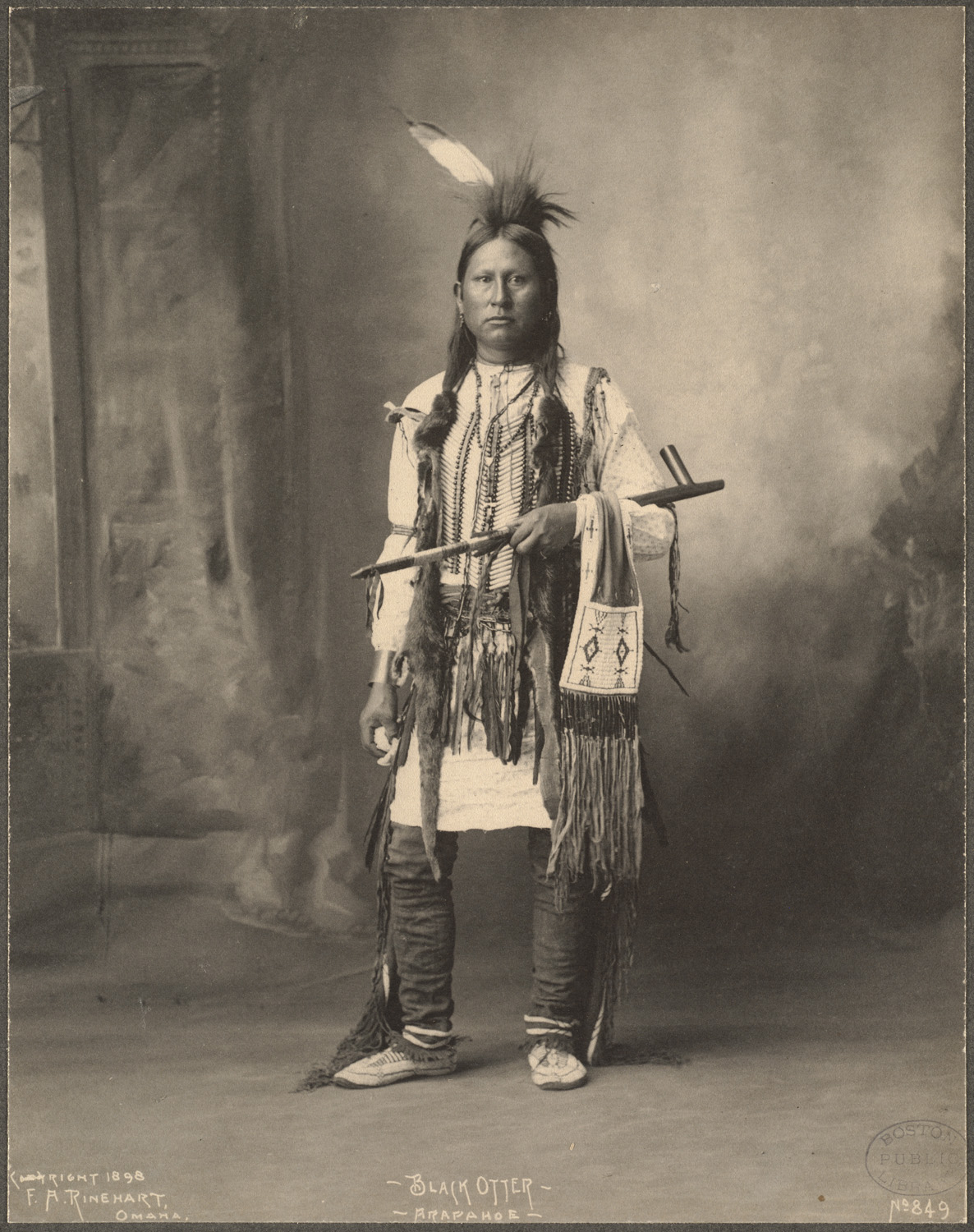
Чорна Видра (арапахо), 1898 рік

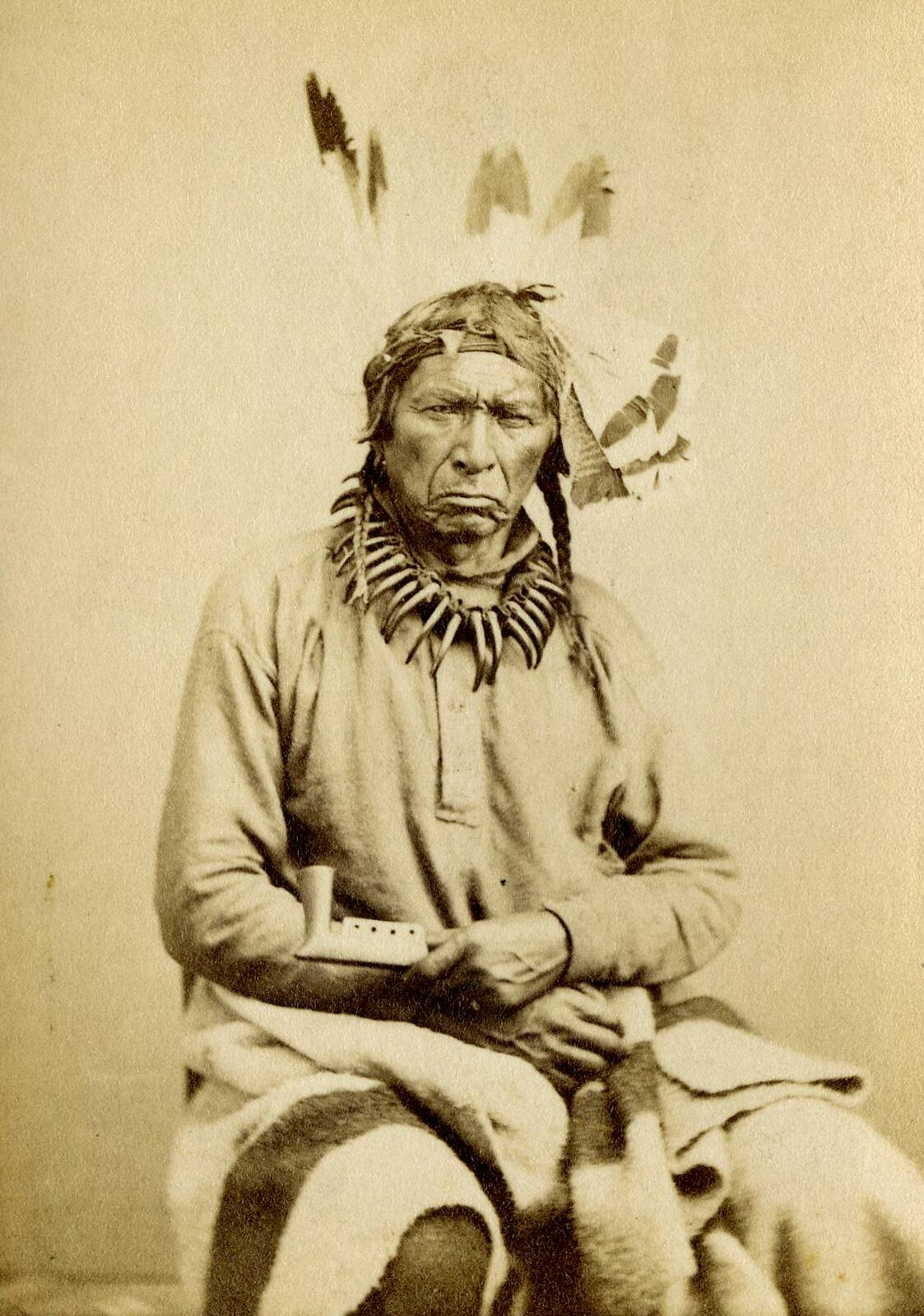
Небакваом — вождь оджибве, 1865 рік

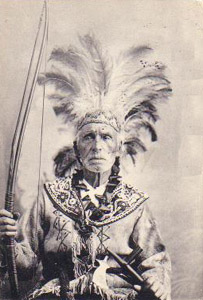
Петакі (Гучний Грім) — вождь племені пенобскот, раніше 1906 року

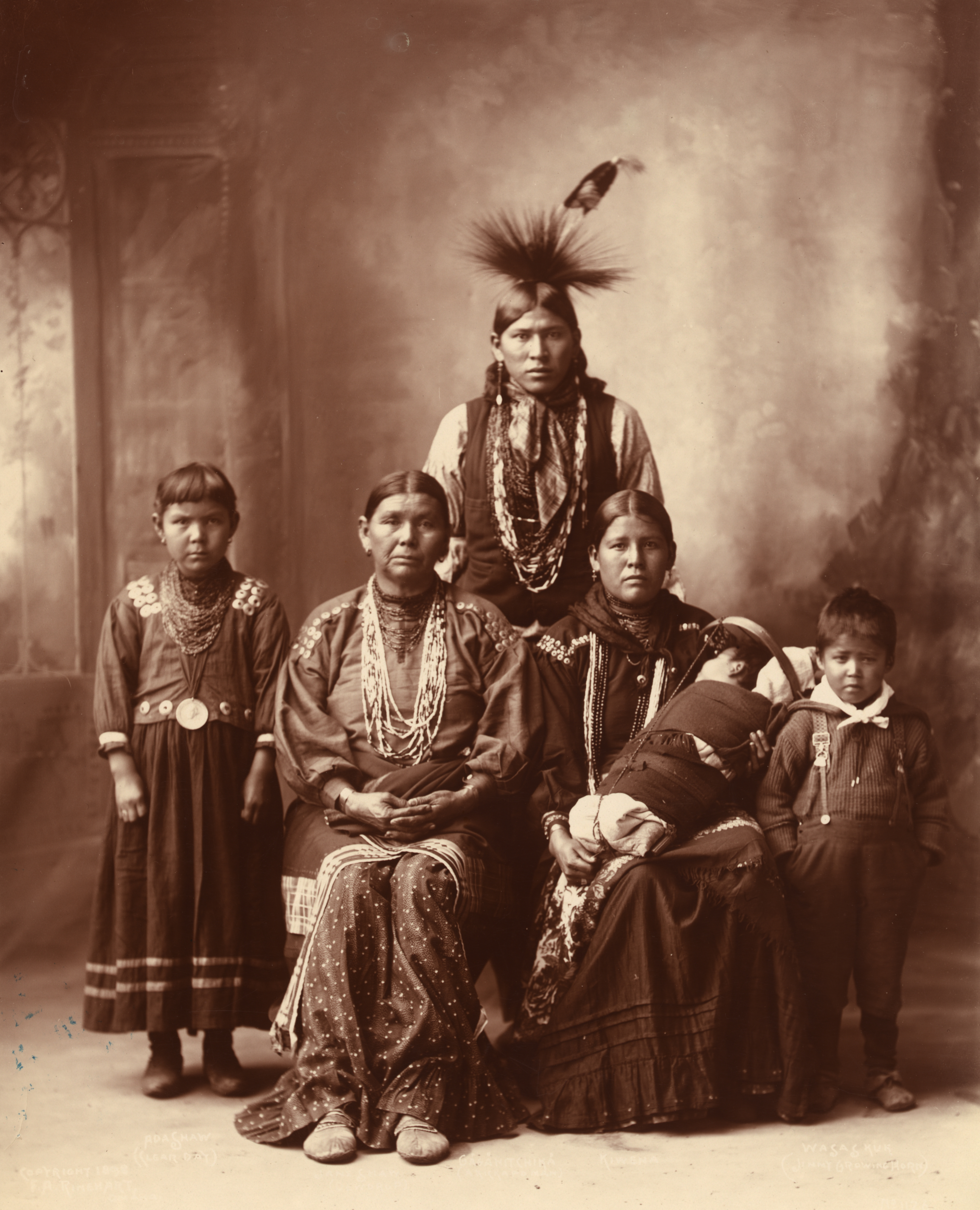
Родина з племені сак, 1899 рік

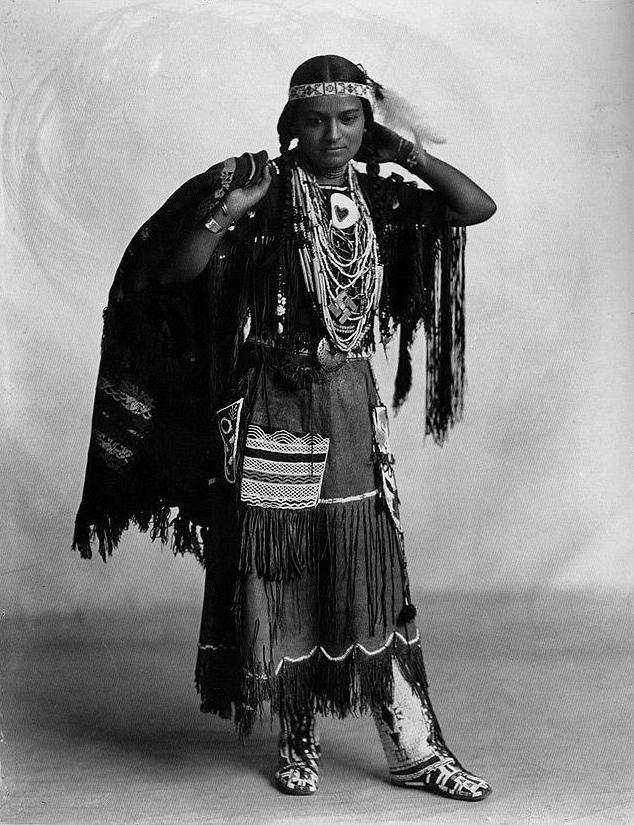
Ва-Та-Васо, ірокезка, 1898 рік

Кавуц — жінка з народу кеддо, 1906 рік

- Анішинаабе
  - Оджи-крі
  - Оджибве
  - Оттава
- Атікамек
- Інну
  - Монтаньє
  - Наскапі
- Крі‎

#### Атабаські народи та племена

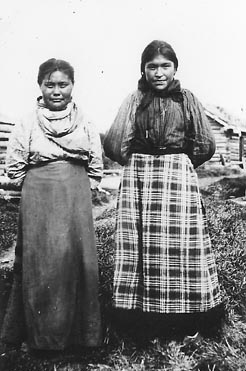
Дві дівчини з племені слейві, 1899 рік

- Атна
- Ген
- Дакелх
- Дег-хітан
- Денаіна
- Дунне-за
- Єллоунайфс
- Каска
- Колчан
- Коюкон
- Кутчин
- Сахту
- Секані
- Слейві
- Тагіш
- Талтан
- Танана
- Тлічо
- Тсетсаут
- Тутчон
  - Південні тутчони
  - Північні тутчони
- Холікачук
- Чилкотін
- Чипевіан

#### Тлінгіти
- Тлінгіт

### Тихоокеанський північний захід

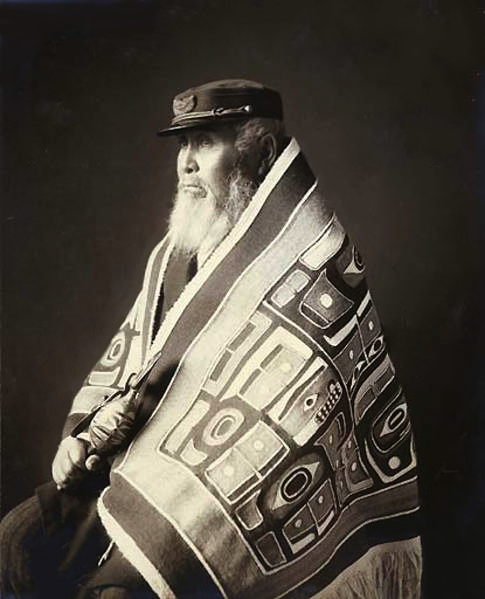
Вождь Анотклош племені таку (тлінгіти), бл. 1913 року

#### Алсейські (Яконські) народи та племена
- Алсі
- Якіна

#### Вакашські народи та племена
- Вікено
- Квакіутль
- Мака
- Нутка
- Хаїсла
- Хеїлтсук (Белла белла)

#### Калапуянські народи та племена
- Латгава
- Такелма

#### Народи та племена на-дене
Атабаські народи та племена:
- Віллапа
- Тутутні

Інші:
- Еяк
- Тлінгіт

#### Саліські народи та племена

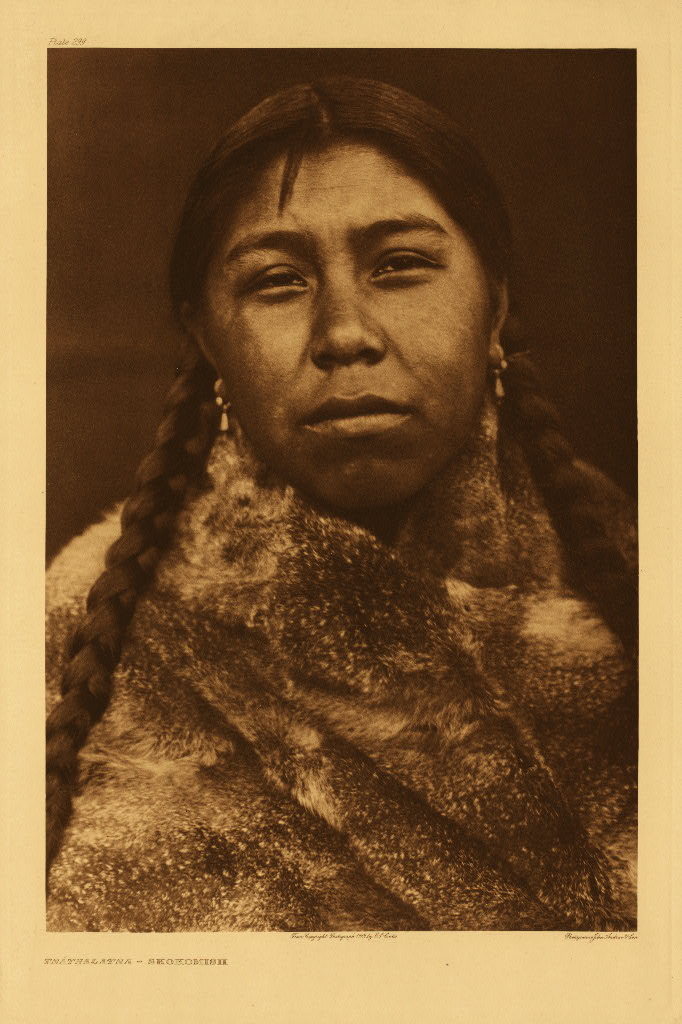
Тсатсалатса з племені скокоміш, 1912 рік

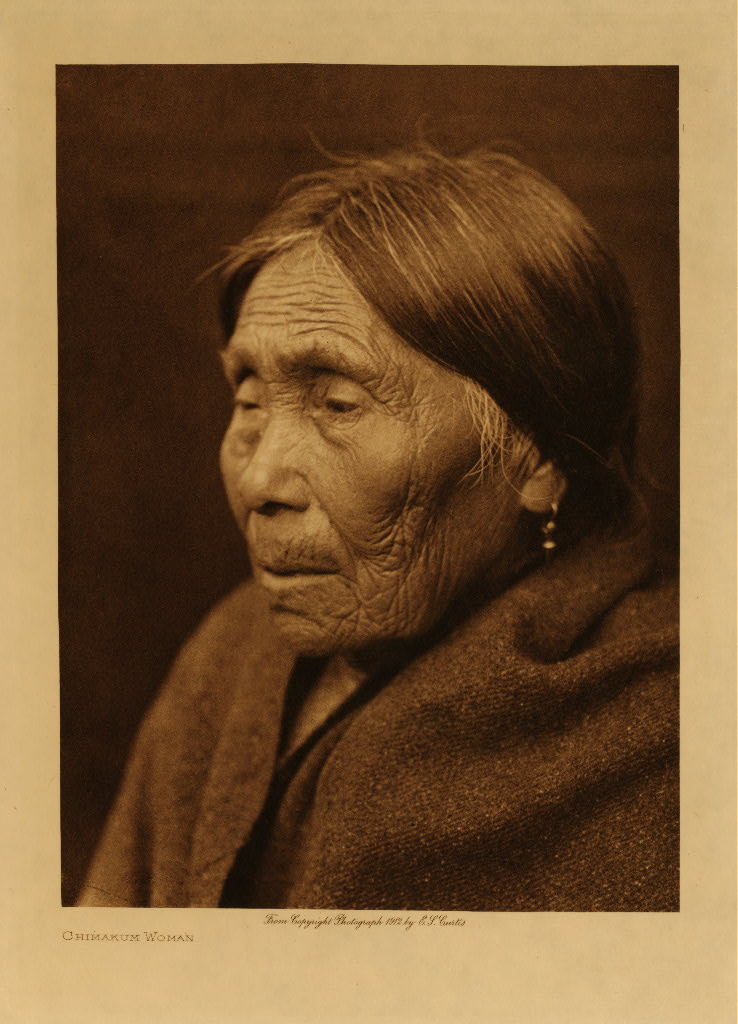
Жінка з племені чимакум, 1913 рік

- Берегові саліш
  - Дуваміш
  - Квалікум
  - Клаллам
  - Клахус
  - Ковічан
  - Ковліц
  - Комокс
  - Лайексон
  - Ламалча
  - Луммі
  - Маклешут
  - Малахат
  - Мусквеам
  - Ніскваллі
  - Нуксак
  - Пенелакут
  - Пентлатч
  - Пуяллуп
  - Свіноміш
  - Сілетц
  - Скаджіт
  - Сквоксін
  - Сквоміш
  - Скокоміш
  - Сліаммон
  - Сноквалмі
  - Снохоміш
  - Снунеймукс
  - Сонгіш
  - Стало
  - Стіллагвоміш
  - Суквоміш
  - Сцумінус
  - Тсаввассен
  - Тслейл-ваутут
  - Тулаліп
  - Халалт
  - Хомалко
  - Чехаліс
- Нухалк (Белла кула)
- Тілламук

#### Цімшианські народи та племена
- Гітксан
- Ніска (Нізга-а)
- Цімшиан

#### Чімакуанські народи та племена
- Квілеут
- Чімакум

#### Чінукські народи та племена

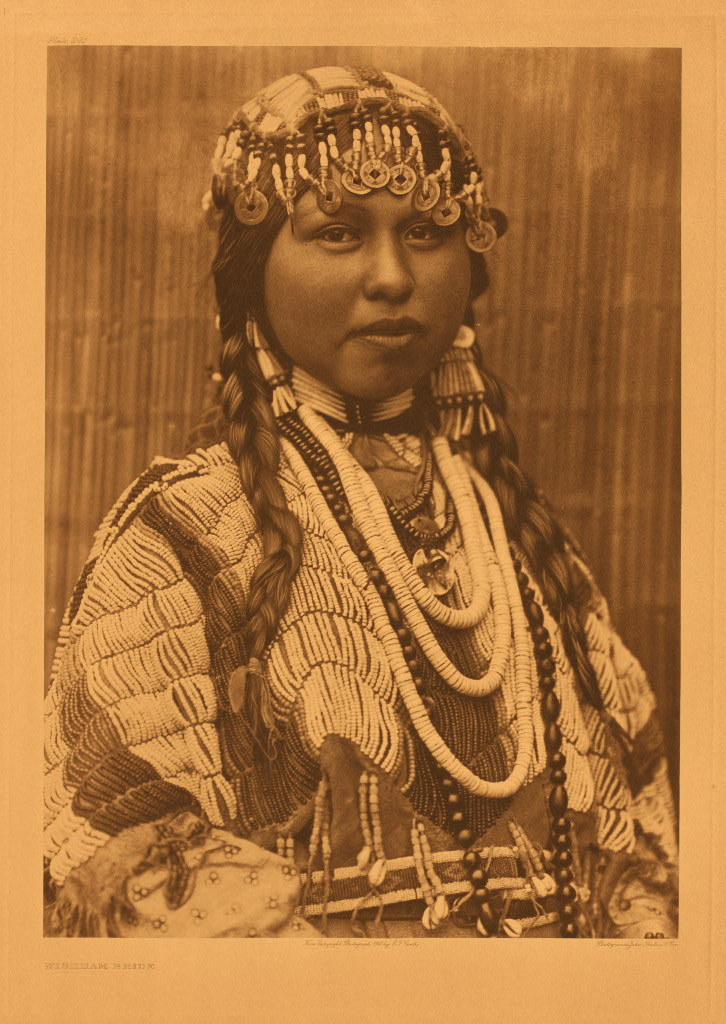
Наречена з племені вішрам (васко), 1910 рік

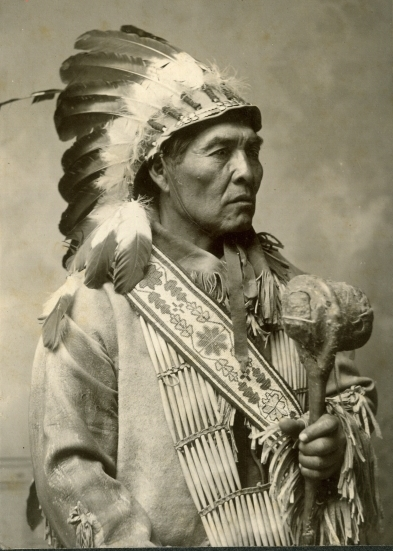
Жовтий Молот (модок), раніше 1904 року

- Вакікум
- Ваппато
- Васко
- Васкопа
- Ватлата
- Катламах
- Катламет
- Кілукланіук
- Клакамас
- Клатсоп
- Кловвевалла
- Кушук
- Мултномах
- Скіллот
- Чаковах
- Чіллукіттеква
- Шоалвотер бей

#### Інші

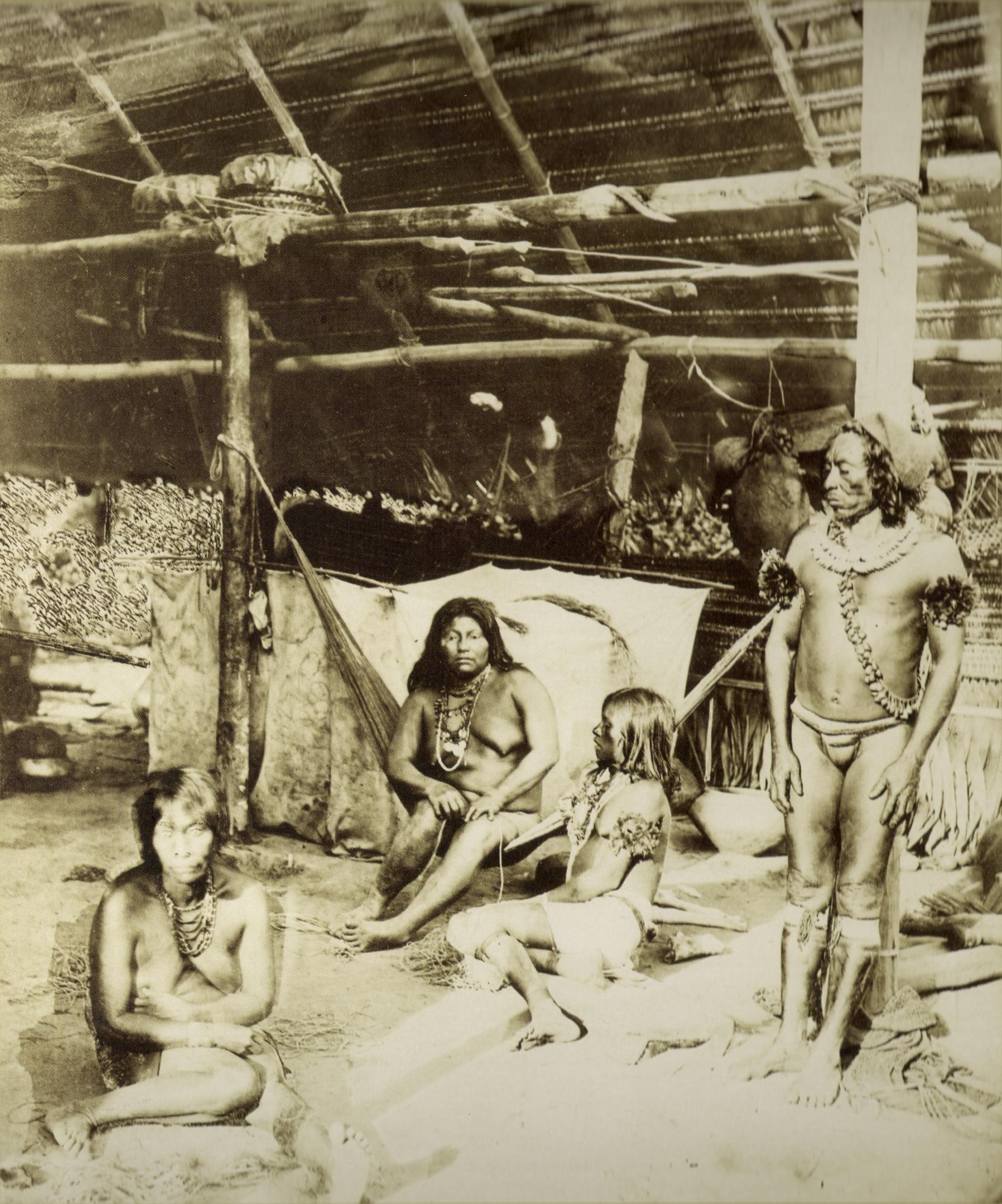
Індіанці племені тікуна, 1865 рік

- Саюсло
- Хайда

### Внутрішнє плато

#### Салішські народи та племена

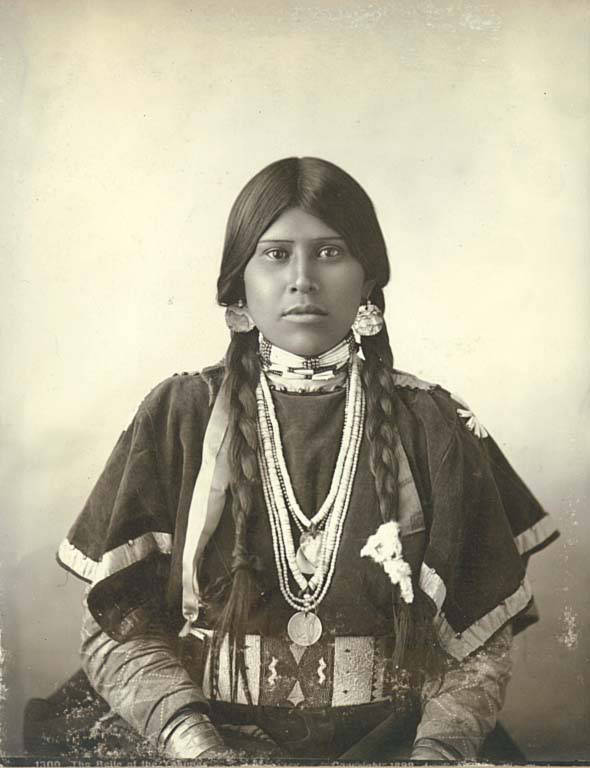
Жінка з племені якама, 1899 рік

- Внутрішні саліш
  - Біттеррут
  - Венатчі
  - Ентіат
  - Каліспел
  - Кер-д'Ален
  - Ліллуетт
  - Метхоу
  - Неспелем
  - Нікола
  - Нлакапамук
  - Оканаган
  - Санпоіл
  - Секвепемк
  - Сінікст
  - Сінкіус
  - Спокан
  - Челан

#### Сахаптінські народи та племена
- Сахаптіни
  - Валла-валла
  - Ванапам
  - Клікітат
  - Не-персе
  - Палус
  - Теніно
  - Умалітілла
  - Якама

#### Чінукські народи та племена
- Васко
- Ватлата
- Катламет
- Клакамас
- Клатсоп
- Мултномах

#### Інші
- Кайюс
- Калапуйя
- Кламат
- Кутенаї
- Модок
- Молала
- Нікола (атабаскі)

### Великі рівнини

#### Алгонкінські народи та племена
- Арапахо
- Гровантри
- Крі (рівнинні)
- Чорноногі (конфедерація)
  - Кайна
  - Північні піікані
  - Сіксіка
  - Чорноногі (Південні піікані)
- Сото
- Шайєнни

#### Атабаські народи та племена
- Апачі
- Кайова-апачі
- Сарсі

#### Каддоанські народи та племена
- Арікара
- Вічита (конфедерація)
  - Вако
  - Кічай
  - Райадо
  - Таовайя (Тавехаш)
  - Таваконі
- Есканьяк
- Кеддо (конфедерація)
  - Кедохадачо
  - Натчиточес
  - Хасінай
- Пауні
- Тейяс

#### Кайова-таноанські народи та племена

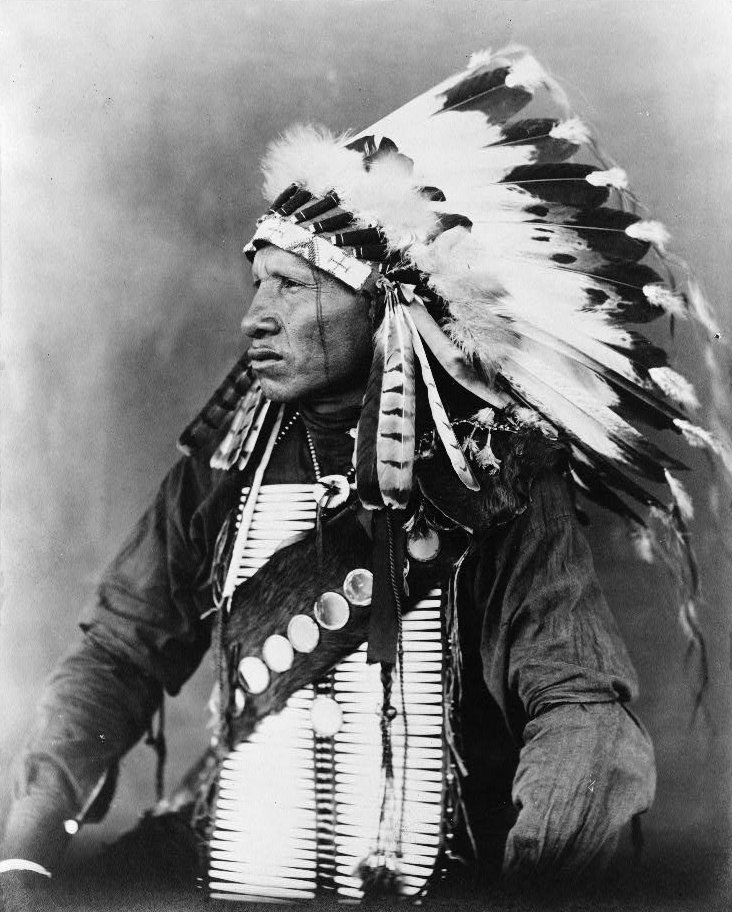
Червоний Птах (лакота), бл. 1908 року

- Кайова

#### Сіуанські народи та племена

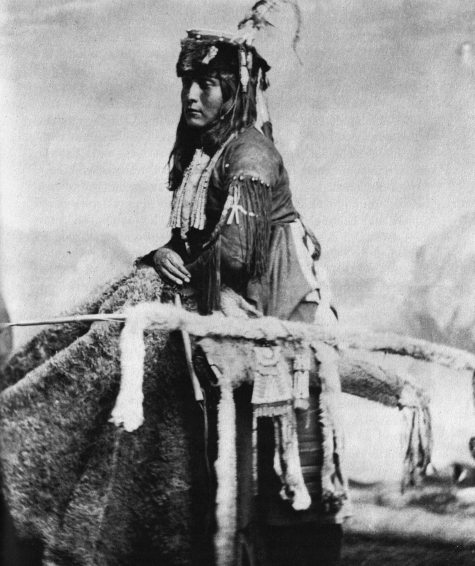
Воїн команчів у зимовому одязі, бл. 1870 року

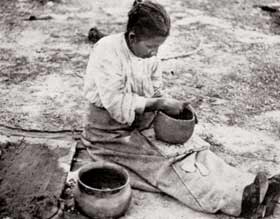
Жінка-гончар з племені катоба, 1908 рік

- Айова
- Кау (Канза)
- Кроу
- Куапо
- Мандани
- Міссурі
- Омаха
- Осейдж
- Ото
- Понка
- Сіу
  - Дакота
    - Санті
    - Янктон
    - Янктонаї

  - Лакота (Тетон)
    - Брюле
    - Ітазіпчо
    - Мініконджу
    - Оглала
    - Оохенунпа
    - Сіхасапа
    - Хункпапа

  - Стоні (Накода)
  - Ассінібойн (Накота)
- Хідатса

#### Юто-ацтецькі народи та племена
- Команчі

#### Інші
- Тонкава

### Північно-східний Вудленд

#### Алгонкінські народи та племена
- Анішінаабе
  - Алгонкіни
  - Ніпіссінг
  - Оджибве
    - Міссісога
    - Сото

  - Оттава
  - Потаватомі
- Ассатіг
- Беотуки
- Вабанакі (конфедерація)
  - Абенакі
  - Малісіт
  - Мікмак
  - Пассамакводді
  - Пенобскот
- Вампаноаг (конфедерація)
  - Аквінна
  - Ассонет
  - Машпі
  - Наусет
  - Нантакет
  - Патуксет
  - Поканокет
  - Покассет
  - Херрінг-понд
  - Чаппаквіддік
- Вікокомоко
- Делавари (Ленапе)
- Доег
- Іллінойс
- Квінніпіак
- Кікапу
- Маскутен
- Массачусет
- Меноміні
- Могікани
- Монтокетт
- Мохегани
- Нантікок
- Наррагансетт
- Ніантік
- Ніпмук
- Повхатан (конфедерація)
  - Аккоханнок
  - Аппоматток
  - Аррохатток
  - Маттапоні
  - Нансемонд
  - Памункі
  - Паспахег
  - Раппаханнок
  - Чесапік
  - Чікахоміні
  - Чіскіак
- Патуксент
- Пекоти
- Піскатавей
- Погассетт
  - Потатук
- Поданк
- Покомтук
- Сак-Фокс
  - Месквокі (Фокс)
  - Саук
- Тунксіс
- Унквачог
- Чованок
- Чоптанк
- Шагтікок
- Шауні
- Шиннекок

#### Ірокезькі народи та племена
- Венрохронон
- Гурони (Вайандоти)
- Ері
- Ірокези (конфедерація)
  - Каюга
  - Могавк
  - Онейда
  - Онондаґа
  - Сенека
  - Тускарора
- Лаврентійські ірокези
- Мехеррін
- Мінго
- Нейтраль
- Ноттовей
- Петун (Тіононтаті)
- Саскуеханнок
- Хонніасонт

#### Сіуанські народи та племена
- Віннебаго (Хо-чанк)
- Манахок
- Монакан
- Монетон
- Окканічі
- Стегарак
- Стуканокс
- Тутело

### Південно-східний Вудленд

#### Алгонкінські народи та племена
- Веапемеок
- Корі
- Кроатан
- Мачапунга
- Ньюсіок
- Памліко
- Роанок
- Салуда
- Секотан
- Чіска
- Чованок

#### Ірокезькі народи та племена
- Весто
- Кохарі
- Тускарора
- Черокі

#### Каддоанські народи та племена
- Кеддо (конфедерація)
  - Кедохадачо
  - Натчиточес
  - Хасінай

#### Мускозькі народи та племена

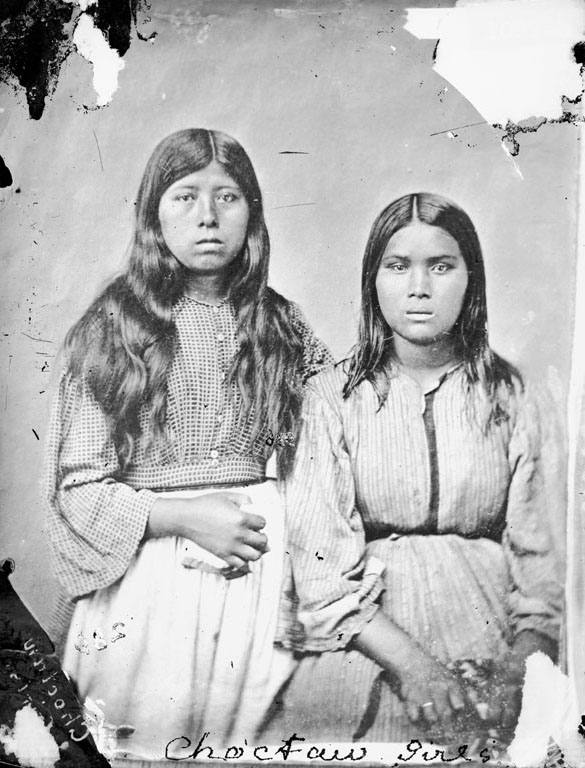
Дві дівчини з племені чокто, 1868 рік

- Аїс
- Аколапісса
- Апалачі
- Байогула
- Гуале
- Гуачата
- Джаега
- Кініпісса
- Коасаті
- Крік (Мускогі)
- Кусабо
- Мікасукі
- Мобіла
- Окелуса
- Окчай
- Пенсакола
- Похой
- Савоклі
- Семіноли
- Томахіттан
- Тохоме
- Хоума
- Чато
- Чікасо
- Чокто
- Шакчіума
- Ямасі
  - Амакано

#### Сіуанські народи та племена
- Білоксі
- Ваккамо
- Віньяо
- Воккон
- Воксо
- Вотері
- Ено
- Катоба
- Кейп-Фір
- Кейяуві
- Конгарі
- Ламбі
- Офо (Моспелеа)
- Піді
- Санті
- Сапоні
- Сіві
- Сіссіпахо
- Сіттері
- Сугері
- Черо
- Чікора
- Шакорі

#### Інші
- Авойел
- Аппалуза
- Атакапа
- Грігра
- Калуса
- Короа
- Майака
- Майаімі
- Мокосо
- Моугоулача
- Натчез
- Паскагула
- Саррукве
- Таваса
- Таенса
- Теквеста
- Тімукуа
- Тіу
- Токобага
- Туніка
- Узіта
- Хороро
- Чаваша
- Чітімача
- Ючі
- Язу

### Великий Басейн

#### Юто-ацтецькі народи та племена
- Баннок
- Каваїсу
- Косо
- Моно
- Пайют
- Тімбіша
- Шошони
- Юте

#### Інші
- Вошо

### Каліфорнія

#### Атабаські народи та племена
- Атапаски Вугрової річки
  - Ваїлакі
  - Лассік
  - Маттоле
  - Нонгаті
  - Сінкйон
- Вілкут
- Като
- Толова
- Хупа
- Чилула

#### Юто-ацтецькі народи та племена
- Кауїлла
- Кітанемук
- Купеньо
- Моно
- Серрано
- Татавіам
- Тонгва
- Тюбатулабаль
- Хуаненьйо

#### Інші
- Ацугеві
- Ачомаві
- Ваппо
- Війот
- Вінтун
  - Вінту
  - Номлакі
  - Патвін
- Есселен
- Йокутс
  - Вакчамні
  - Кассон
  - Лакісамні
  - Тачі
  - Човчилла
  - Чойнамні
  - Чукчансі
- Карук
- Майду
  - Гірські майду (північно-східні)
  - Конкау (північно-західні)
  - Мечупда
  - Нісенан
- Мівок
- Охлоне (Костаноан)
  - Авасвас
  - Єламу
  - Каркін
  - Мутсун
  - Рамайташ
  - Рамсен
  - Там'єн
  - Чалон
  - Чоченьйо
- Помо
- Салінан
- Чімаріко
- Чумаш
- Шаста
  - Кономіху
  - Окванучу
  - Чемафеко (Шаста з Нью-Рівер)
- Юкі
- Юрок
- Яна

### Південний Захід

#### Атабаські народи та племена
- Апачі
  - Західні апачі
  - Ліпан
  - Мескалеро
  - Хікарілья
  - Чирікауа
- Навахо
- Тобосо

#### Кайова-таноанські народи та племена
- Пуебло
  - Тева
    - Намбе

  - Тіва
    - Іслета
    - Сандіа
    - Піро
    - Таос
    - Томпіро

  - Хемес

#### Кереські народи та племена
- Пуебло
  - Акома
  - Кева
  - Кочиті
  - Лагуна

#### Кочимі-юманські народи та племена
- Валапай
- Квечан
- Кокопа
- Марікопа
- Мохаве
- Хавасупай
- Халчидхома
- Явапай

#### Юто-ацтецькі народи та племена
- Піма
- Піма-бахо
- Пуебло
  - Хопі
- Тохоно-оодхам
  - Квахатіка
- Які

#### Інші
- Аранама
- Каранкава
- Квем
- Коавільтек
- Комекрудо
- Котонаме
- Мансо
- Пуебло
  - Зуньї
- Солано

## Південна Америка

### Гвіана

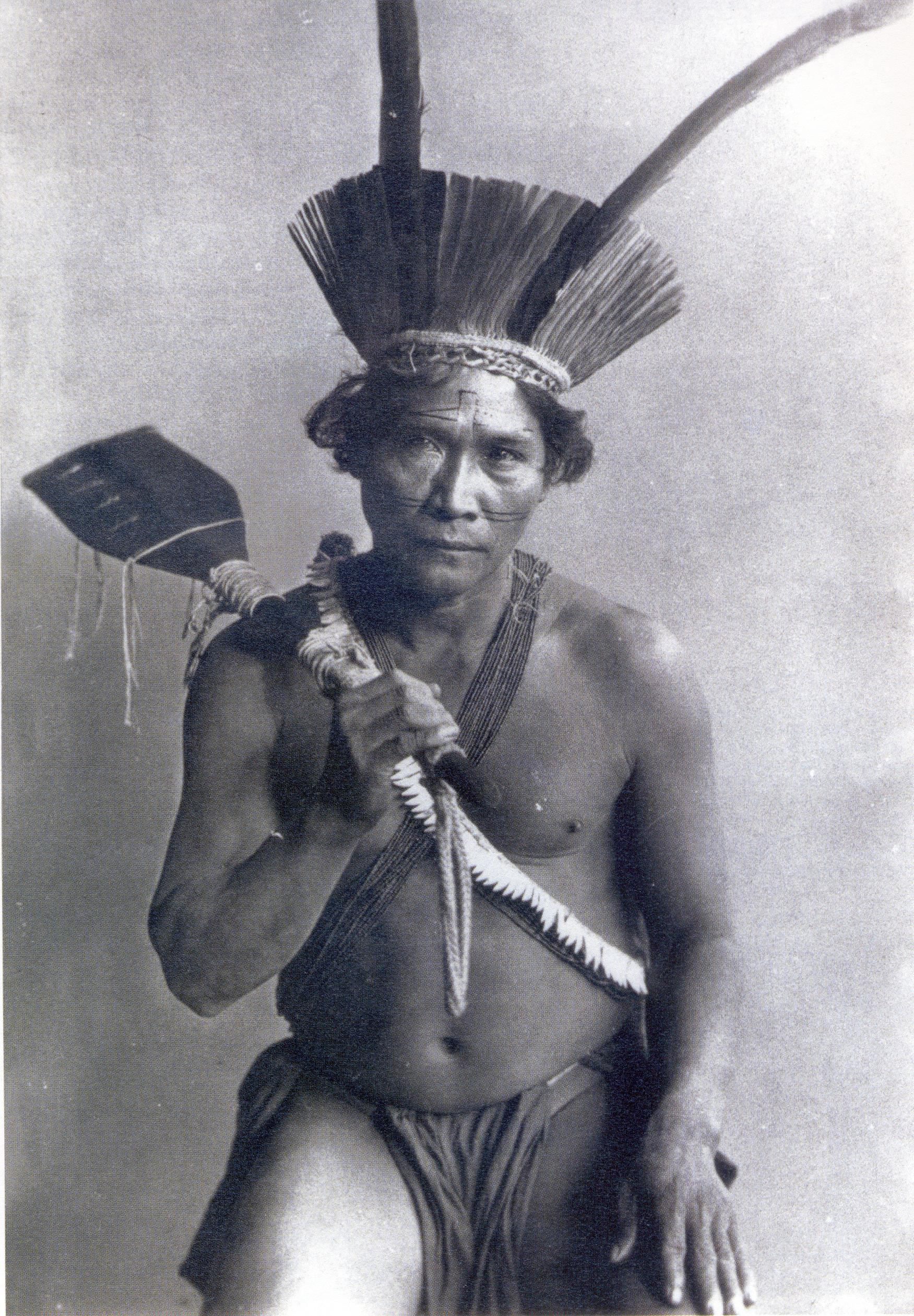
Кариб в Парижі, 1892 рік

Гвіана — регіон на північному сході Південної Америки, що включає сучасні Французьку Гвіану, Гаяну, Суринам, частину Венесуели (раніше — Іспанська Гвіана) і частину Бразилії (раніше — Португальська Гвіана).

#### Аравакські народи та племена

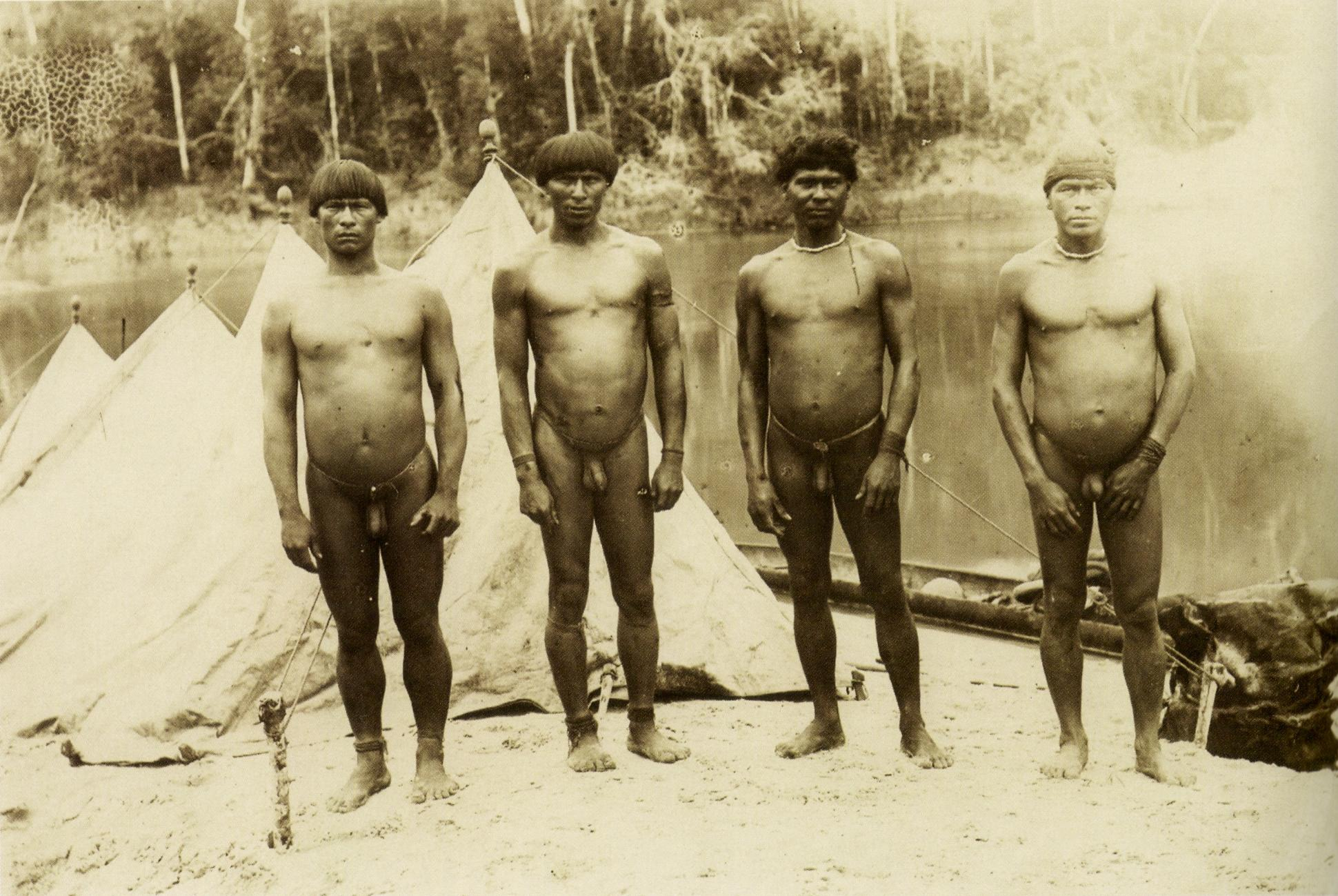
Індіанці племені мехінаку, 1894 рік

- Баніва
- Вапішана
- Локоно
- Палікур
- Піапоко
- Шебайя

#### Карибські народи та племена

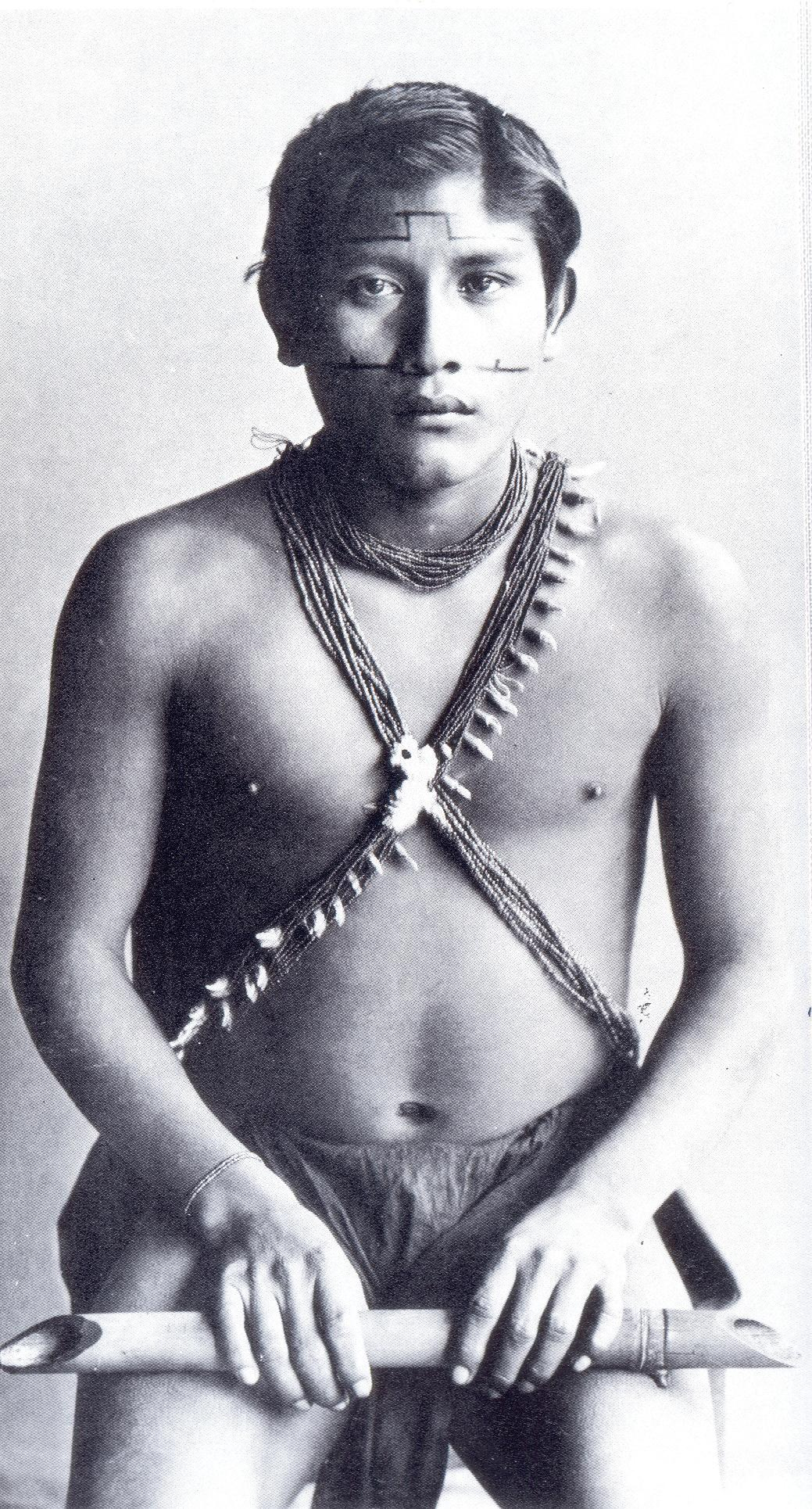
Молодий кариб в Парижі, 1892 рік

- Акавайо
- Акурійо
- Апалаї
- Ваї-ваї
- Ваяна
- Єкуана
- Кариби
- Куманагото
- Макуші
- Мапойо
- Патамона
- Пемон
- Сікіана
- Тірійо
- Хішкарьяна
- Чайма

#### Піароа-салібські народи та племена
- Піароа
- Саліба

#### Чибчанські народи та племена
- Аруако

#### Яномамські народи та племена
- Яномама
  - Санума

#### Інші
- Ауаке
- Варао
- Тарума

### Амазонія
Амазонія – регіон Південної Америки, що займає більшу частину Амазонської низовини та включає території Бразилії, Колумбії, Еквадора, Перу та Болівії.

#### Аравакські народи та племена
- Ашанінка
- Баніва
- Вауйя
- Енавене-наве
- Їне
- Мачигвенга
- Мачинере
- Машко-Піро
- Мехінаку
- Мохо
- Суруаха
- Таріана
- Терена
- Явалапіті
- Янеша

#### Араванські народи та племена
- Банава
- Жамаміді
- Куліна

#### Бора-вітотські народи та племена
- Бора
- Вітото
- Окаїна

#### Народи та племена же
- Північні же
  - Апінаже
  - Каяпо
  - Панара
  - Суйя
  - Тімбіра
- Центральні же
  - Акроа
  - Шаванте
  - Шакріаба
  - Шеренте
- Південні же
  - Кайнганг
  - Шокленг
- Рікбакца

#### Карибські народи та племена
- Арара
- Бакаїрі
- Ваїмірі-атроарі
- Ікпенг
- Калапало
- Куйкуро
- Матіпу
- Нахукуа

#### Кечуанські народи та племена
- Кечуа
  - Каньярі
  - Кечуа-пастаза
  - Напо-кечуа
  - Сарагуро
- Сапара
- Чунчу

#### Муранські народи та племена
- Мура
  - Піраха

#### Надахупські народи та племена
- Дав (Кама маку)
- Нукак
- Хупда

#### Намбікварські народи та племена
- Латунде
- Намбіквара

#### Паноанські народи та племена
- Амавака
- Каріпуна
- Кашибо
- Кашинава
- Корубо
- Марубо
- Майоруна
- Матіс
- Пакахуара
- Пано
- Чакобо
- Шипібо-конібо
- Ямінава

#### Пеба-ягуанські народи та племена
- Ягуа

#### Сапарські народи та племена
- Арабела

#### Таканські народи та племена
- Такана
- Торомона
- Чама (Есе-ехха)

#### Туканські народи та племена
- Арапасо
- Орехон
- Сіона
- Сіріано
- Тукано
  - Бара тукано
  - Барасана
  - Ванана
  - Десана
  - Кубео
  - Макуна

#### Тупійські народи та племена

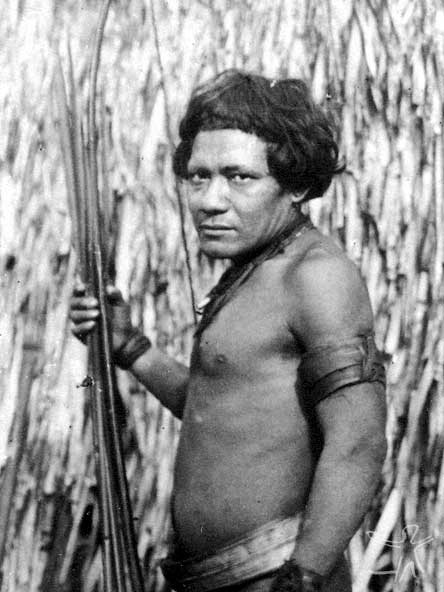
Чоловік з племені парітінтін, 1920-ті роки

- Ава (Гуайя)
- Аветі
- Акунтсу
- Аманайе
- Апіака
- Аравете
- Вайампі
- Гуарані
- Жума
- Зо'е
- Каапор
- Кайябі
- Камаюра
- Камбеба (Омагва)
- Карітіана
- Кокама
- Куруайя
- Маве
- Мундуруку
- Парінтінтін
- Ріу-Парду (Кавахіва)
- Сінта-ларга
- Сіріоно
- Тенетехара
  - Ава-каноейро
  - Аквайя
  - Гуажажара
  - Паракана
  - Сруй до Пара
  - Тапіраре
  - Тембе
  - Турівара
- Тенхарім
- Уру-еу-вау-вау
- Юкі
- Юруна

#### Хіварські народи та племена
- Хіваро (Шуари)
  - Ачуар
  - Акваруна
  - Гуамбіса
- Чайяхуїта

#### Чапакурські народи та племена
- Варі
- Ітене

#### Інші
- Агуано
- Айкана
- Аракмбут
- Ваорані
- Ірантше
- Камса
- Канамарі
- Кандоші (Шапра)
- Каное
- Кваза
- Кофан
- Тікуна
- Трумай
- Ураріна
- Флечеїро
- Хібіто
- Хімаріма
- Цімане
- Чиквітано
- Юракаре

### Гран-Чако

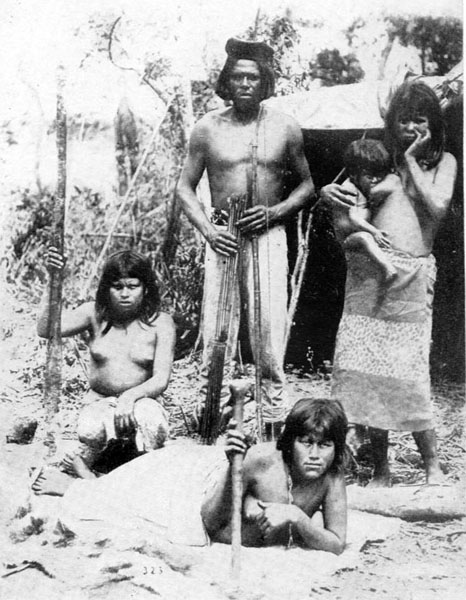
Вождь племені тоба та його дружини, 1892 рік

#### Аравакські народи та племена
- Чане

#### Народи та племена гуайкуру
- Абіпон
- Гуайкуру
  - Кадівеу
  - Мокові
  - Пілага
  - Тоба
- Мбайя
- Пайяква

#### Народи та племена луле-вілела
- Вілела
- Луле

#### Маскойські народи та племена
- Ангаїте
- Гуана
- Енксет
- Санапана

#### Матакоанські народи та племена
- Вікі (плем'я)
- Мака
- Нівакле
- Чороте

#### Самукоанські народи та племена
- Айорео
- Чамакоко

#### Тупійські народи та племена
- Гуарані
  - Пай-тавітера
  - Чирігуано
  - Чиріпа
  - Юкі
- Кайва

#### Інші
- Чиквітано

## Мови
В основному люди у Південній Америці розмовляють або португальською або іспанськими мовами

## Інтернет-ресурси
- Історія, яку затирали століттями: хто жив у США до білих
- Кривава історія США: Чому Вбивали Індіанців